# Amanti ed altri estranei
Amanti ed altri estranei (Lovers and Other Strangers) è un film del 1970 diretto da Cy Howard.

## Riconoscimenti
- Premi Oscar 1971: Oscar per la migliore canzone